# William Morais
William Morais (San Paolo, 1º marzo 1991 – Belo Horizonte, 6 febbraio 2011) è stato un calciatore brasiliano, di ruolo centrocampista offensivo.

## Biografia
Il 6 febbraio 2011, appena uscito da una festa a Belo Horizonte, viene ucciso con dei colpi di pistola al petto nel corso di un tentativo di rapina.

## Carriera
Cresciuto nel Corinthians, debutta nel Campionato Paulista nel 2010 segnando 3 reti in dieci partite.
In seguito viene mandato in prestito al Nacional di San Paolo.
Nel gennaio 2011 viene mandato ancora in prestito all'América.